# Medaglia per la liberazione di Belgrado
La medaglia per la liberazione di Belgrado è stata un premio statale dell'Unione Sovietica.

## Storia
La medaglia venne istituita il 9 giugno 1945.

## Assegnazione
La medaglia veniva assegnata ai partecipanti all'offensiva di Belgrado.

## Insegne
- La medaglia era di ottone. Il dritto raffigurava in alto la scritta ad arco "PER LA LIBERAZIONE DI" (Russo: «ЗА ОСВОБОЖДЕНИЕ»), sotto la scritta, in caratteri evidenti, la scritta in rilievo "BELGRADO" (Russo: «БЕЛГРАДА»). Le scritte erano circondate da una corona di alloro con sopra una stella a cinque punte. Sul retro la data "20 OTTOBRE 1944" (Russo: «20 ОКТЯБРЯ 1944») sotto ad una stella a cinque punte.
- Il nastro era verde con una striscia centrale nera.